# Himerta picea
Himerta picea är en stekelart som beskrevs av Mao-Ling Sheng 1999. Himerta picea ingår i släktet Himerta och familjen brokparasitsteklar. Inga underarter finns listade i Catalogue of Life.